# Struppsche Villa

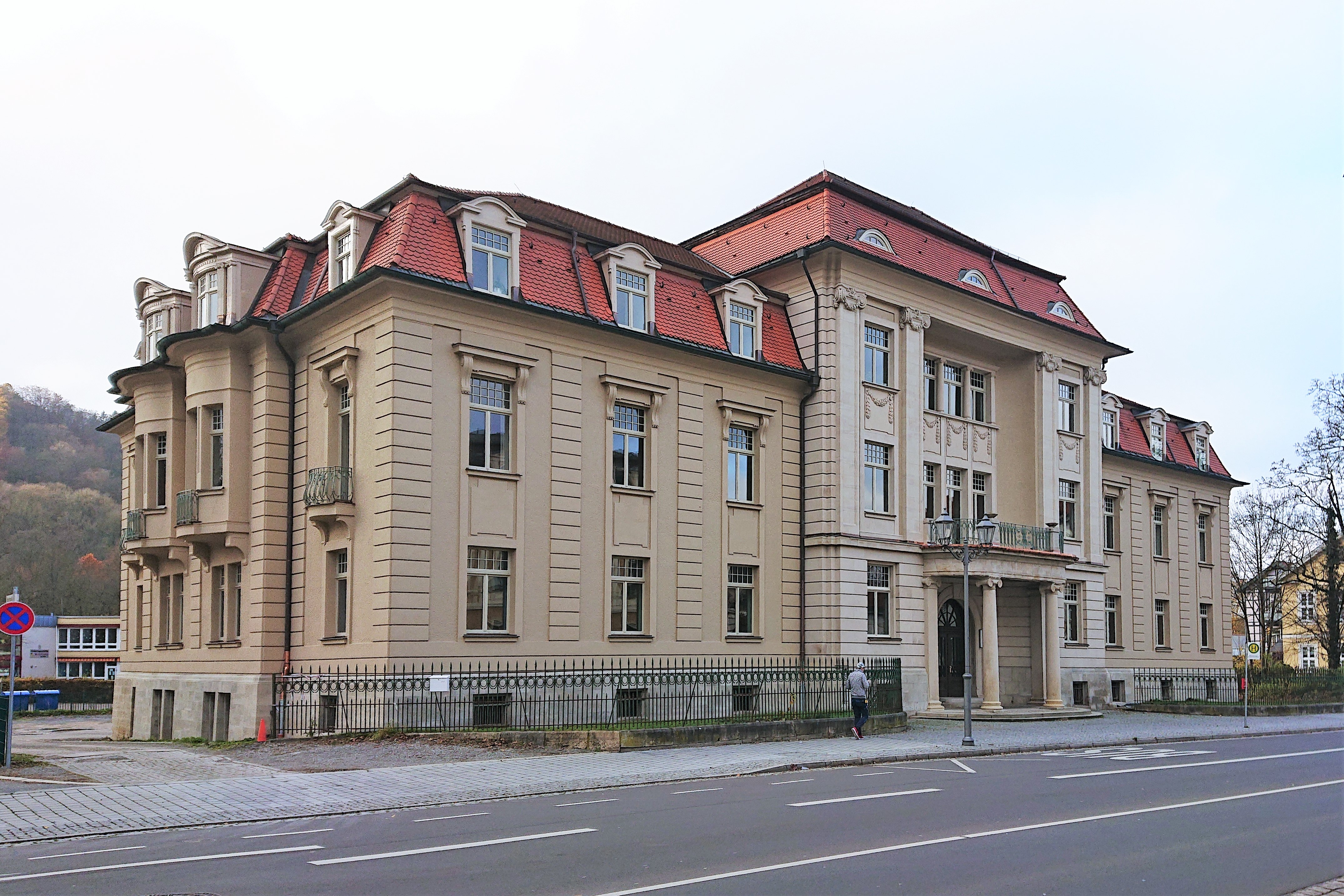
Struppsche Villa / Max-Reger-Konservatorium

Die Strupp’sche Villa, ugs. Strupp-Villa und Palais Strupp, ist ein palastartiges Gebäude in der Kreisstadt Meiningen. Die Villa war Wohn- und Firmensitz des Bankiers Gustav Strupp (1851–1918). Das unter Denkmalschutz stehende Bauwerk wurde 2018–2022 umfassend saniert. Es beherbergt heute im Wesentlichen das Max-Reger-Konservatorium Meiningen, des Weiteren sind im Gebäude Teile der Volkshochschule „Eduard Weitsch“ und der B.M. Strupp Lern- und Gedenkort – Jüdische Geschichte und Antisemitismus der B.M. Strupp-Stiftung untergebracht.

## Lage
Die Strupp’sche Villa steht am repräsentativen Boulevard Bernhardstraße im Zentrum von Meiningen, der ehemaligen Haupt- und Residenzstadt von Sachsen-Meiningen. Gegenüber befindet sich das Große Palais, rechter Hand liegt das Kleine Palais. Südlich des Bauensembles beginnt die historische Altstadt, nördlich stehen weitere historische Bauten, darunter das Staatstheater Meiningen. Westlich der Villa erstreckt sich entlang der Werra der Schlosspark.

## Bauwerk
Die Strupp’sche Villa wurde 1909/10 nach den Plänen des Architekten Karl Behlert im Stil des Neoklassizismus erbaut. Zuvor befand sich an gleicher Stelle das 1823 errichtete Könitzsche Palais. Das Bauwerk besteht aus dem großen dominanten Haupttrakt und je einem Gebäudeflügel an der Nord- und Südseite. Die Villa besitzt einen mit ionischen Pilastern versehenen Mittelrisalit mit dem zweiflügeligen Hauptportal im Erdgeschoss. Über diesem befindet sich ein breiter Balkon, der von zwei ionischen Säulen und zwei ionischen Pilastern gestützt wird. An den Stirnseiten der Arrierecorps sind an den Obergeschossen gerundete Erker und Balkone angebracht. Das Mansarddach des Dreigeschossers ist mit Dachgauben versehen. Im Innern führt eine breite, gewendelte Treppenanlage aus Marmor ins erste Obergeschoss. Viele der zahlreichen Säle und Räume sind raumhoch mit nussbaumfarbene Holztäfelungen sowie Parkett und reichverzierten Stuckdecken versehen. Im ersten Obergeschoss befindet sich ein Konzertsaal mit großer Bühne.

## Geschichte
1823 ließ der sachsen-meiningische Minister Könitzsch an Stelle der heutigen Strupp’schen Villa ein klassizistisches Palais errichten. Dieses erwarb 1856/57 die Firma B.M. Strupp der jüdischen Bankiers Anselm und Meyer Strupp und nutzten es als Wohn- und Geschäftshaus. Im Erdgeschoss war die Privatbank Bankhaus B. M. Strupp untergebracht. Meyer Strupps Söhne Gustav Strupp, er war unter anderem Finanzberater von Herzog Georg II., und Meinhold Strupp ließen das Palais 1909 abreißen und die Strupp’sche Villa im neoklassizistischen Stil erbauen. Sie nutzten es als Wohn- und Firmensitz. Ab Januar 1936 diente die Strupp’sche Villa auch als Sitz des Staatlichen Gesundheitsamtes. Gustav Strupps Erben, zu denen der Völkerrechtler Universitätsprofessor a. D. Karl Strupp gehörte, mussten die Villa 1939 unter Zwang an die Stadt Meiningen verkaufen. Das letzte Familienmitglied der Strupps, Selma Eisenberg, die Tochter Anselm Strupps, zog 1939 aus der Strupp’schen Villa aus und verzog nach Leipzig. Sie wurde am 7. Oktober 1942 im Ghetto Theresienstadt ermordet. Prominente Bewohner waren der frühere Theaterintendant und Schauspieler Max Grube, sowie die Intendanten Willy Loehr und Georg Ludwig Daxl-Hansen. Nach 1945 diente die Strupp’sche Villa als Sitz der russischen Stadtkommandantur, später als Verwaltungssitz des Energiebezirks Süd. Ab 1962 fungierte das Gebäude als Kreiskulturhaus „Artur Becker“ für den Kreis Meiningen. Neben den hier untergebrachten künstlerischen Zirkeln und weiteren ähnlichen Einrichtungen fanden hier zahlreiche Veranstaltungen vielfältiger Art statt. Ab den 1970er Jahren etablierte man im ersten Obergeschoss der Villa eine beliebte Diskothek.
Nach der politischen Wende wurde die Villa zum Bürgerhaus in Trägerschaft des Landkreises Meiningen und es begannen erste Sanierungsarbeiten. Im April 1995 wurden Grundstück und Palais an die Erbengemeinschaft Strupp zurückübertragen, was zunächst ein jahrelanger Stopp der Sanierung zur Folge hatte. Im Januar 2015 errichtete die Erbengemeinschaft die B.M. Strupp-Stiftung und brachte das Grundstück in die Stiftung ein. Im Jahr 2016 schloss die Stiftung einen Erbbaurechtsvertrag mit dem Landkreis Schmalkalden-Meiningen. Nach der im Jahr 2018 begonnenen grundhaften Sanierung zog im Frühherbst 2021 das Meininger „Max-Reger-Konservatorium Meiningen“ in die Strupp’sche Villa ein. Im Oktober 2021 wurde in Teilen des Erdgeschosses m Nordflügel der B.M. Strupp Lern- und Gedenkort – Jüdische Geschichte und Antisemitismus eröffnet.

## Max-Reger-Konservatorium
Das Max-Reger-Konservatorium Meiningen belegt komplett die beiden oberen Geschosse und somit den Großteil der Struppschen Villa. Das Konservatorium wurde 1953 als Musikschule gegründet und hatte sein Domizil im Bibrabau des Schlosses Elisabethenburg. 1966 wurde der Musikschule der Name Max Reger verliehen. Max Reger war von 1911 bis 1914 Hofkapellmeister der Meininger Hofkapelle und hinterließ der Stadt ein bedeutendes musikalisches Erbe (u. a. das Max-Reger-Archiv). Die Platzkapazitäten im Bibrabau waren sehr begrenzt. So zog die Musikschule im September 2021 in die Strupp'sche Villa um und wurde gleichzeitig zum Konservatorium erhoben. Bereits um 1900 gab es vom damaligen Hofkapellmeister Fritz Steinbach erfolglose Bemühungen, ein Konservatorium zu gründen. Diese wurden auch von Gustav Strupp unterstützt.
Mit der Ernennung zum Konservatorium fand eine inhaltliche, qualitative und quantitative Erweiterung statt. Das Meininger Konservatorium bietet unter anderem musikalische Früherziehung im Vorschulalter, gezielten Einzelunterricht, fachgebundenen Ensemble-Unterricht, Klassenmusizieren, Instrumenten-Schnupperkurse (Instrumentenkarussell), Orchester- und Chorarbeit, Workshops, Tanzunterricht Tango Argentino sowie studienvorbereitende Fachausbildung. Neu gegründet wurden beispielsweise das Stadtblasochester mit integrierten ehemaligen Musikern vom Jugendrotkreuzorchester Meiningen, das MRK Sinfonieorchester, die Big Band, ein Kinderchor und der Popchor conVoice. Im Konservatorium finden unter anderem die Meininger Studientage und der Internationale Hans-von-Bülow-Wettbewerb statt. Das Konservatorium unterhält eine Zweigstelle in Zella-Mehlis.

## B.M. Strupp Lern- und Gedenkort – Jüdische Geschichte und Antisemitismus
Den Errichtern der B.M. Strupp-Stiftung war es ein Anliegen, dass in der Strupp’schen Villa die Erinnerung an die jüdische Geschichte insbesondere zum Bereich des früheren Herzogtums Sachsen-Meiningen, wachgehalten wird. Dem wird Rechnung getragen mit dem am 24. Oktober 2021 eröffneten B.M. Strupp  Lern- und Gedenkort der B.M. Strupp-Stiftung. Dieser wurde gefördert durch das Thüringer Ministerium für Bildung, Jugend und Sport im Rahmen des Thüringer Landesprogramms für Demokratie, Toleranz und Weltoffenheit, dem Landkreis Schmalkalden-Meiningen und der Stadt Meiningen. Der Lern- und Gedenkort enthält u. a. eine Dauerausstellung zur Geschichte der Familie Strupp und zur regionalen und überregionalen jüdischen Geschichte. Vorgestellt werden u. a. der „schöne Rabbiner“ Moses Sachs, der Kämpfer für die Gleichberechtigung Salomon Steinhard, der Wegbereiter des modernen Regietheaters Ludwig Chronegk, der Vater der Thüringer Verfassung Eduard Rosenthal, der Staatsgründer und Antisemitismusforscher Fritz Bernstein, die Kämpferin für Frauenrechte Bella Aul und der Kapellmeister Werner Sander. Die NS-Judenverfolgung wird anhand der Familie Hedwig und Otto Mosbacher dargestellt, deren Tochter Eva Mosbacher im Mai 1939 mit einem Kindertransport nach England gelangte. Zudem wird Käthe Hauschild, die von Yad Vashem als Gerechte unter den Völkern ausgezeichnet wurde, gewürdigt. Die Ausstellung wurde erstellt von Christoph Gann, Vorstandsvorsitzender der B.M. Strupp-Stiftung, und Ines Ulbrich (Gestaltung). Zur Dauerausstellung ist 2021 ein Begleitheft erschienen. Im Lern- und Gedenkort stehen Veröffentlichungen zur jüdischen Geschichte Thüringer Orte, zum Judentum, zum Holocaust und zum Antisemitismus zur Einsicht bereit.